# Laetmophasma fecundum
Laetmophasma fecundum är en sjögurkeart som beskrevs av Ludwig 1894. Laetmophasma fecundum ingår i släktet Laetmophasma och familjen Deimatidae. Inga underarter finns listade i Catalogue of Life.